# Молочний (смт)
Молочний (рос. Молочный) — смт у Кольському районі Мурманської області Російської Федерації.
Населення становить 4920 осіб. Належить до муніципального утворення Молочненське міське поселення .

## Населення
| 1989  | 2002  | 2009  | 2010  | 2011  | 2012  | 2013  |
| ----- | ----- | ----- | ----- | ----- | ----- | ----- |
| 5878  | ↘5627 | ↗5717 | ↘5208 | ↗5227 | ↘5211 | ↘5180 |
| 2014  | 2015  | 2016  | 2017  | 2018  | 2019  |       |
| ↘5138 | ↘5100 | ↘5039 | ↘4944 | ↘4913 | ↗4920 |       |